# Biikebrennen
Biikebrennen (fiesta de las hogueras; del frisón septentrional biike, 'señales de fuego', y el alemán brennen, 'quemar'), también escrito Biikebrånen (el término entero en frisón, aunque poco utilizado), es una fiesta popular tradicional celebrada en Frisia Septentrional (Schleswig-Holstein), Alemania, especialmente en las islas del mar de Frisia. También es celebrada en algunos pueblos fronterizos del sur de Jutlandia, en Dinamarca.
La fiesta, declarada por la Unesco en 2014 Patrimonio Cultural Inmaterial de Alemania, atrae cada año a un gran número de turistas.

## Contexto religioso
La fiesta se celebra el día 21 de febrero, víspera de la fiesta de Kathedra Petri (conocida localmente como Petritag, en frisón piddersdai), razón por la cual recibe en algunas partes (a ambos lados de la frontera con Dinamarca y en las islas danesas) el nombre de Pers Awten ('Noche de San Pedro' en juto meridional).
El día de Kathedra Petri (Cátedra de San Pedro) forma parte del calendario romano general, con rango de fiesta y calificación de importante (casi solemnidad), y se observa por los católicos del norte de Europa (en Alemania una región predominantemente protestante). Durante la reforma protestante la fiesta habrá servido con toda probabilidad como pronunciamiento contra el papado. En la actualidad, sin embargo, es celebrada por todos los habitantes de la región, sustituyendo la tradición de las hogueras de la noche de pascua (Osterfeuer), observada en otras partes del país (una tradición originalmente católica).

## Historia y costumbres
El origen de Biikebrennen no está del todo claro, pero el núcleo de la celebración se puede rastrear a costumbres paganas. Su significado como fiesta cristiana ha ido cambiando con el tiempo. Al parecer, durante la Edad Media, el festival de las hogueras servía para ahuyentar a los espíritus malignos y proteger las semillas recién plantadas.
En los siglos XVII y XVIII fue asociada con la caza de la ballena, una actividad económica principal de la región en aquella época, que involucraba a gran parte de las familias de los pueblos del mar de Frisia, despidiendo a los hombres con la bendición de mantenerse a salvo durante la larga temporada de caza. Por aquel entonces eran las mujeres quienes se encargaban de encender las hogueras a lo largo de las costas insulares, que servían además como balizas para la orientación de los balleneros. Cuenta una leyenda de Sylt que las hogueras tenían un uso adicional, sirviendo de señal para los hombres de los pueblos del interior del país (entonces parte de Dinamarca) de que las mujeres estaban solas, con el fin de que se presentaran a prestarles ayuda con sus quehaceres y «para otros fines». El inicio de la temporada ballenera se estableció en la víspera de Kathedra Petri (21 de febrero, Petritag), tras un acuerdo de 1403 entre las ciudades hanseáticas que estableció el período de descanso anual entre la fiesta de San Martín (11 de noviembre) y la víspera del Petritag. El 22 de febrero, Petritag, fue por tanto una fecha importante para el transporte marítimo medieval (fin de las vacaciones de invierno y comienzo de la primavera).

### En la actualidad
La actual costumbre de las grandes hogueras solo se introdujo en el siglo XIX, estableciendo la fecha de 21 de febrero como fiesta oficial para toda la región hacia finales de dicho siglo. La fiesta se solía celebrar por toda la región de la Frisia Septentrional hasta bien entrado el siglo XIX, pero luego cayó cada vez más en el olvido. Fue solo tras la Segunda Guerra Mundial que volvió a cobrar relevancia gradualmente, hasta tomar la forma que tiene en a actualidad. Entre las antiguas costumbres que han vuelto a formar parte del festival, están los niños que recitan poemas en un dialecto local del frisón, según donde residen.
Actualmente, el Biikebrennen es uno de los días festivos más célebres de la región, sobre todo en las islas Frisias septentrionales y los Halligen, y también en las islas danesas del mar de Frisia a continuación, donde se le conoce por el nombre de Pers Awten. A lo largo de los años, también se ha extendido a algunos pueblos del interior de Schleswig-Holstein, donde recibe el nombre Beekenbrennen (mismo significado en bajo alemán) y se celebra tradicionalmente el 2 de febrero.
El festival también se celebra ocasionalmente por la costa del mar Báltico de Schleswig-Holstein, y eso a pesar de no formar parte de la tradición local. De hecho, uno de los lugares donde más notoriedad ha adquirido es Wassersleben, un pueblo cercano a Flensburgo, en la frontera con Dinamarca, con su famosa playa a orillas del mar Báltico.  

## El festival
Las hogueras han sido desde que existe el festival el elemento principal de Biikefeuer, donde se queman, entre otros, los árboles de Navidad de la pasada Nochevieja, conservados a este fin. Muchos aprovechan la ocasión para arreglar sus jardines, cortando arbustos y podando las ramas que sobran de los árboles para luego quemarlas en la hoguera. Muchas aldeas y hasta granjas tradicionales tienen sus propios rituales relacionados con la fiesta. En las islas de Föhr, Amrum y Sylt se suelen encender hogueras preliminares antes del evento principal.
En algunos pueblos la tradición incluye la quema de una muñeca de paja, conocida como Petermännchen (muñequito de Pedro). Naturalmente, no se trata de una representación del propio San Pedro, sino que se cree que tiene su origen en la figura del papa (sucesor de pedro, de ahí el nombre) y el catolicismo, rechazado por gran parte de la población local durante la reforma. Esta interpretación cobra sentido si se tiene en cuenta que el día siguiente, 22 de febrero, la Iglesia católica celebra la Kathedra Petri, la Cátedra de Pedro, que desde el siglo IX va ligada a la institución papal. Sin embargo, en la actualidad solo se trata de una tradición más que no guarda un sentido político ni confesional, sino que simboliza la despedida al invierno (la muñeca) y la bienvenida a la primavera.
La costumbre más común, sin embargo, es colocar un barril o cubo de madera en lo alto de la hoguera, cuya quema simboliza el fin del invierno. En Sylt, antes del encendido de las hogueras se da un tradicional discurso en el dialecto local del frisón (Söl'ring), que a menudo se repite después en alemán, y que termina con el grito Maaki di biiki ön! (¡Encended la hoguera!). Después del encendidio de la hoguera se suele comer un plato de la gastronomía local basado en col rizada. En algunos sitios, como las islas de Sylt y Föhr, los escolares tienen el día siguiente libre.

## Actualidad
Como otros eventos en Schleswig-Holstein, y en Alemania en general, en la mayoría de municipios el Biikebrennen no se celebró en 2021 por la crisis provocada por la pandemia de COVID-19.